# Ilha Desconhecida
Ilha Desconhecida é uma peça de teatro brasileira. Espetáculo infanto-juvenil baseado em O Conto da Ilha Desconhecida de José Saramago.

## Sinopse
Duas crianças insones resolvem brincar de contar uma historia como se a estivessem inventando na hora. Um Homem que quer um barco para ir à procura de uma ilha desconhecida o pede ao Rei. A Mulher da Limpeza, entusiasmada com sonho do Homem e a possibilidade de mudar de vida, se apresenta para acompanhá-lo e trocar a limpeza do palácio pela limpeza do convés. O Capitão do Porto, desafiado pela certeza do Homem, dá-lhe uma caravela. O Homem e a Mulher da Limpeza lançam-se ao mar, mesmo sabendo ser este sempre tenebroso, em busca de si mesmos. O texto poético e bem-humorado de José Saramago é levado à cena quase na íntegra, respeitando sua pontuação e sua métrica.
Primeira direção assinada por Bel Kutner, atriz que há muito vem trabalhando como assistente de direção seu pai, Paulo José, e Maria Clara Mattos, também atriz com algumas incursões na atividade de roteirista, o espetáculo conta com a experiência e o vigor de Carolyna Aguiar e Anderson Müller no elenco, dividindo-se entre personagens e narradores em ritmo acelerado. Kika Lopes assina a criação de cenário e figurinos, garantindo a unidade visual do espetáculo. A iluminação de Aurélio de Simone, a trilha sonora composta por Fábio Mondego e Fael Mondego, a programação visual da Krafthaus Estúdio de Criação e a direção de produção de Celso Lemos completam a ficha técnica do espetáculo.

## Elenco
- Carolyna Aguiar .... Mulher da Limpeza, Rei, Capitão do porto
- Anderson Müller .... Homem do barco

## Direção
- Bel Kutner
- Maria Clara Mattos